# Hà Tiên, An Giang
Hà Tiên là một phường thuộc tỉnh An Giang, Việt Nam.

## Lịch sử
Ngày 8 tháng 7 năm 1998, Chính phủ ban hành Nghị định 47/1998/NĐ-CP về việc thành lập phường Đông Hồ trên cơ sở 1.571,64 ha diện tích tự nhiên và 8.360 nhân khẩu của thị trấn Hà Tiên và xã Mỹ Đức.
Ngày 29 tháng 6 năm 2009, Chính phủ ban hành Nghị quyết số 29/NQ-CP về việc điều chỉnh 1.645,25 ha diện tích tự nhiên và 575 người của xã Phú Mỹ thuộc huyện Kiên Lương (nay thuộc huyện Giang Thành) về phường Đông Hồ quản lý.
Sau khi điều chỉnh địa giới hành chính, phường Đông Hồ có 3.408,85 ha diện tích tự nhiên và 8.350 nhân khẩu.
Ngày 11 tháng 9 năm 2018, Ủy ban Thường vụ Quốc hội ban hành Nghị quyết 573/NQ-UBTVQH14 về việc thành lập thành phố Hà Tiên thuộc tỉnh Kiên Giang và phường Đông Hồ trực thuộc thành phố Hà Tiên.
Ngày 25 tháng 11 năm 2019, Hội đồng Nhân dân tỉnh Kiên Giang ban hành Nghị quyết về việc sáp nhập khu phố 2 vào khu phố 1.
Ngày 12 tháng 6 năm 2025, Ủy ban Thường vụ Quốc hội ban hành Nghị quyết số 1654/NQ-UBTVQH15 về việc sắp xếp các đơn vị hành chính cấp xã của tỉnh An Giang. Theo đó, toàn bộ diện tích tự nhiên, quy mô dân số của các phường Pháo Đài, Bình San, Mỹ Đức và Đông Hồ thành phường mới có tên gọi là phường Hà Tiên.